# Grimus
A Grimus egy  2005-ben alakult kolozsvári alternatív rockzenekar. Nevüket Salman Rushdie azonos című regényéről kapták. Ebben a grímusz szó az indiai legendák Nagy Madarának, a Szímurgnak betűiből van összerakva.

## Történet
A zenekar 2005-ben alakult, majd egy évvel később három dallal jelent meg egy demójuk. Alternatív rockot, indie rockot játszanak. Jelenlegi felállásban 2007 óta játszanak együtt. 2007-ben megnyerték a Global Battle of the Bands (GBOB) romániai szakaszát, így kijutottak a londoni döntőre is, mely újabb löketet jelentett számukra. 2008-ban jelent meg debütáló nagylemezük Panicon címmel, mely nagy népszerűségnek örvendett Romániában. Dalaikkal számos rádióadó toplistáján lettek elsők. 
Népszerűségüket bizonyítják televíziós szerepléseik is. A Started című daluk 2010 novemberében a nemzetközi Tuborg-reklám zenéje lett, illetve az egyik legsikeresebb román kereskedelmi csatorna (Romániai Prima TV) Efect 30 című műsora a Time To Be Good Friends című számot   választotta főcímzenéjévé.
2011-ben elkészült Egretta című új lemezük, melynek munkálataiban jelentős szerep jutott Adam Whittaker brit producernek, aki olyan híres énekesekkel, zenekarokkal dolgozott együtt, mint a Dove, Peter Gabriel, Amy Winehouse, Mark Ronson, Starsailor vagy Kate Nash.

## Érdekességek
- Salman Rushdie egy bukaresti könyvbemutatón azt nyilatkozta róluk, hogy: „Jobban élveztem őket, mint  a saját regényemet.”[3]
- A BBC Introducing így ír a csapatról: „Úgy szól, mintha a Muse rugdosná a parkolóban a The Killers-t:"[4]

## Diszkográfia
- 2006: Demo
- 2008: Panikon
- 2011: Egretta
- 2014: Emergence